# Adventure Island (nöjespark)
Adventure Island är en nöjespark i Southend-on-Sea, Essex, Storbritannien. Den invigdes 1976.